# Войковице
Войковице (пол. Wojkowice)  —  город  в Польше, входит в Силезское воеводство,  Бендзинский повят.  Имеет статус городской гмины. Занимает площадь 12,77 км². Население — 9531 человек (на 2004 год). Находится на территории Домбровского угольного бассейна.